# CS/MPQ-90

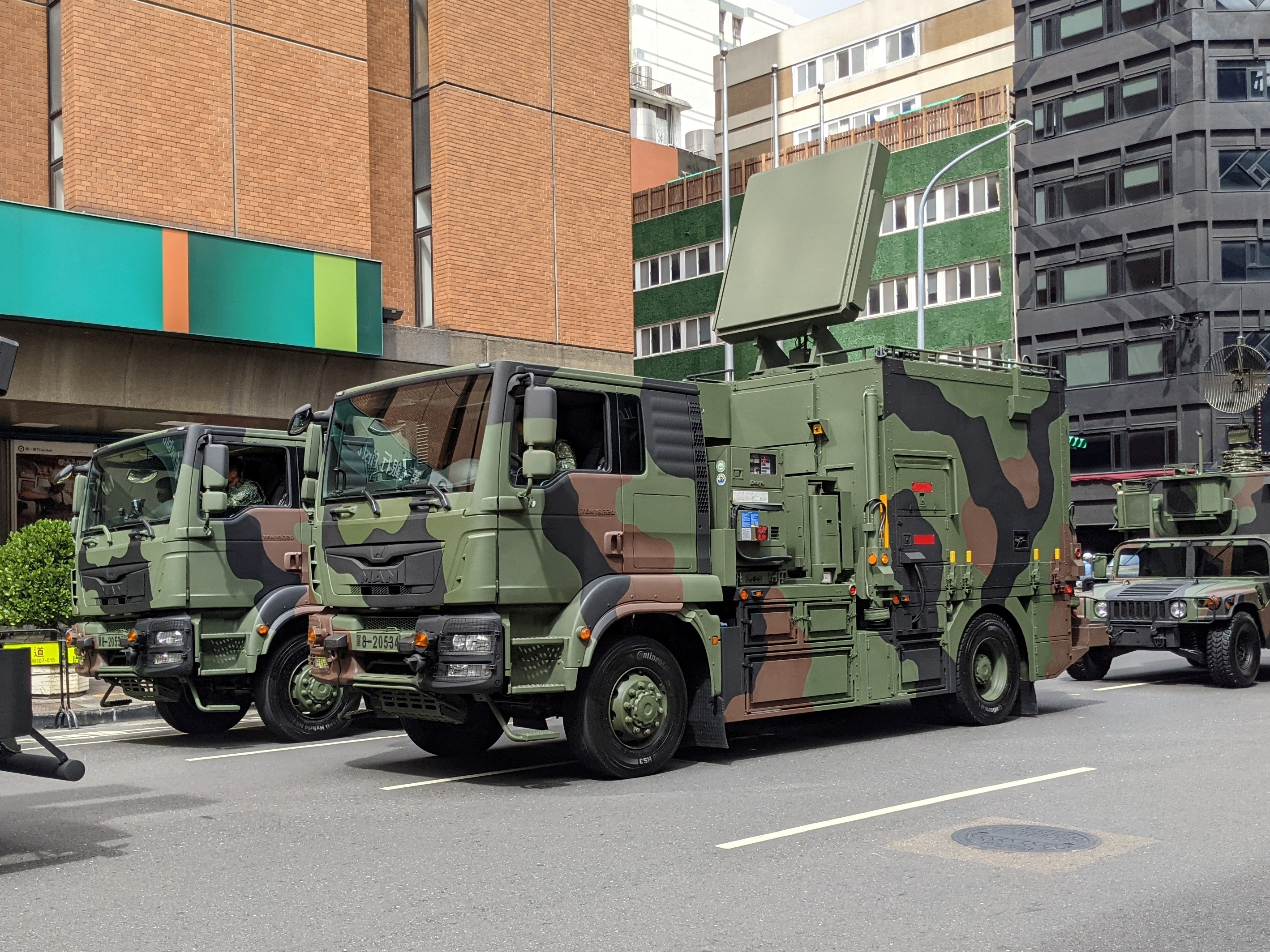
トラック搭載のCS/MPQ-90（110年建国記念日国防展）2021年10月10日

CS/MPQ-90 蜂眼は、国家中山科学技術研究所（NCSIST）によって開発された台湾のパッシブ・フェーズドアレイ・アンテナ（PESA）型レーダーである。

## 説明

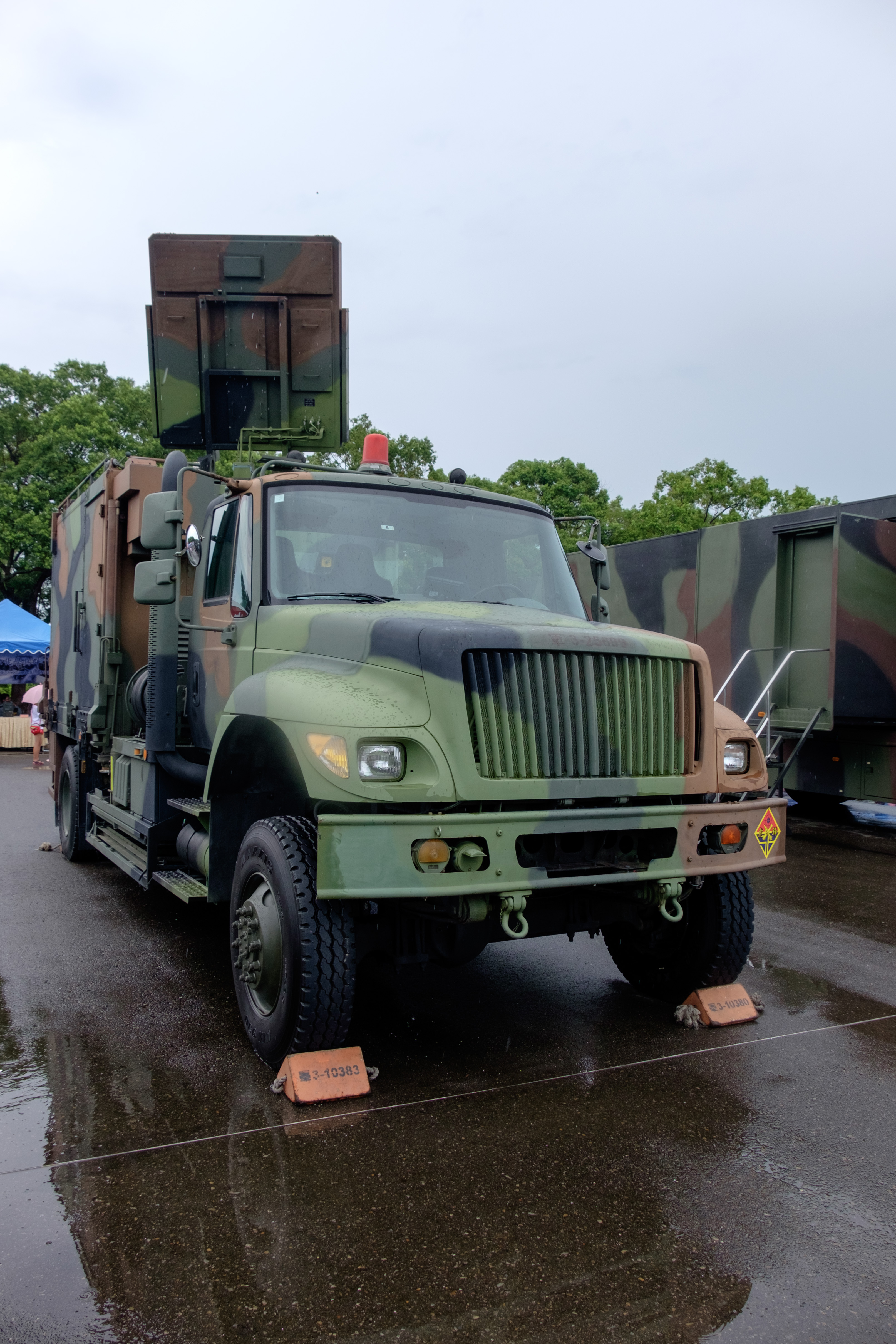
トラック搭載のCS/MPQ-90

CS/MPQ-90は、NCSISTで設計・製作された短・中距離3D防空AESAレーダーである。

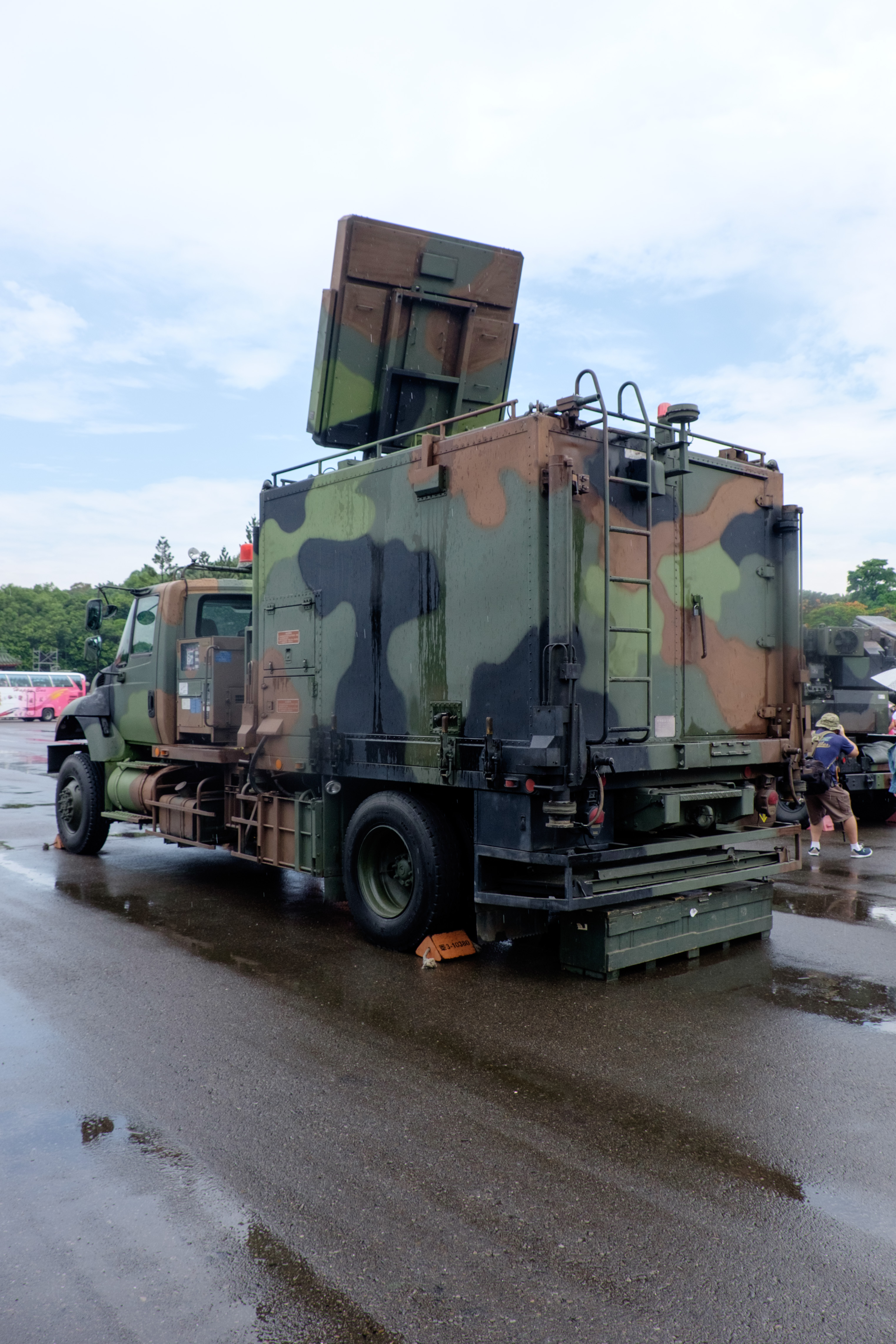
CS/MPQ-90（成功嶺基地のグラウンド）
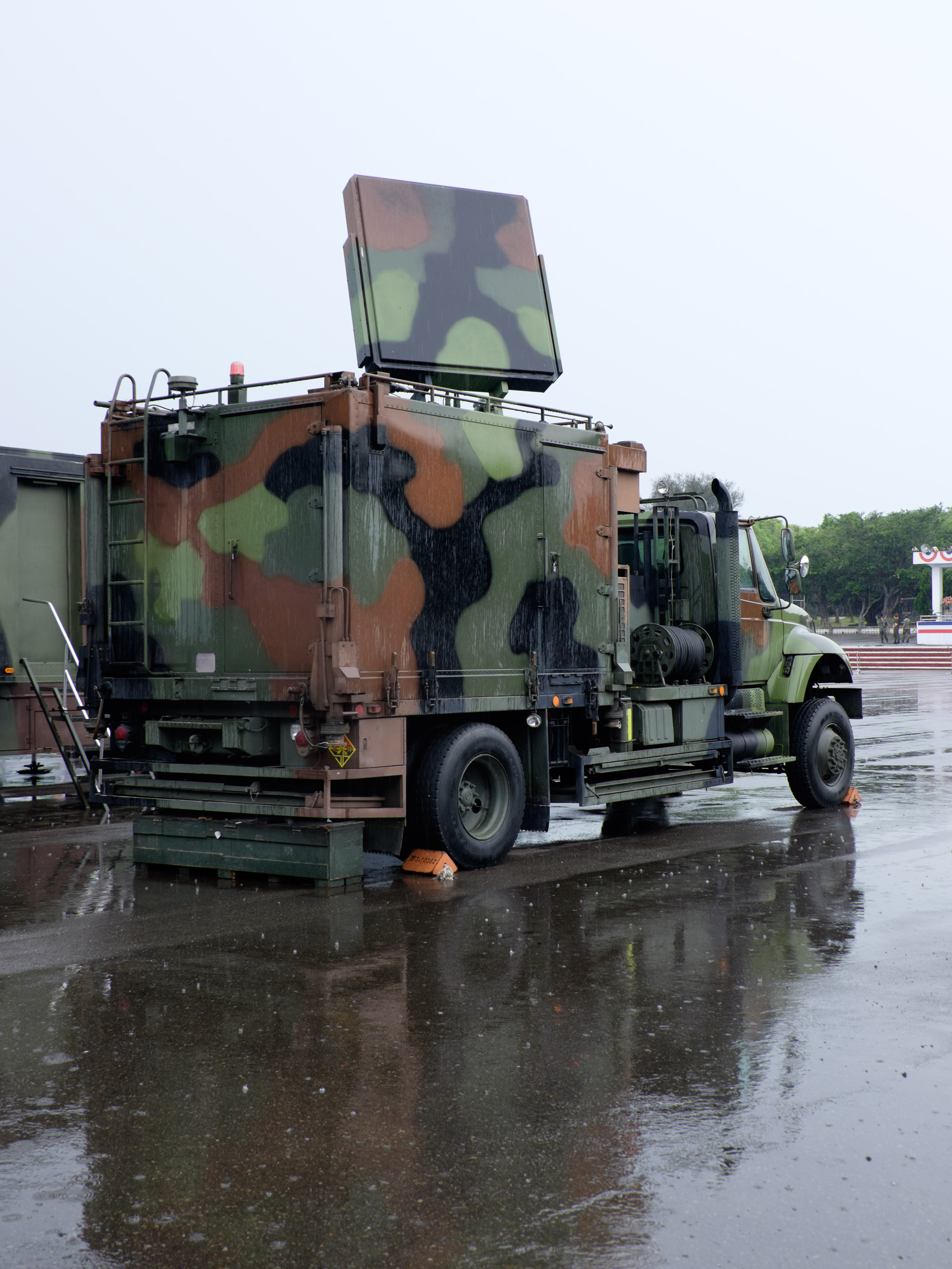
CS/MPQ-90（成功嶺基地のグラウンド）

## 不祥事
2011年、NCSISTはMiTACエレクトロニクス企業に「野戦運用・防空用レーダー車両」の試作品1台を製造する、7,000万新台湾ドル（222万ドル）の契約を与えた。
2015年、桃園の警察はデータ偽造と試験結果の捏造の容疑でMiTACの作業員3名とマネージャー1名を拘束した。入札では、40度の傾斜を8km/hで前進できるよう要求されていたが、MiTACが納品した車両は6km/hでしか進めなかった。MiTACの従業員と共謀して試験結果を捏造した疑いで、3人のNCSISTスタッフもまた拘束され、そのスタッフは捏造した試験結果を上司に提示して承認を得た。桃園区検察庁は内部情報を受けて捜査を開始した。

## 派生型

### 海軍版
中華民国海軍の淮陽（FFG-937）に「海蜂眼」という海軍版が搭載され、試験運用が行われた。
海軍版は、TC-2N地対空ミサイルシステムの空中捜索・目標指示レーダーとして、康定級フリゲート（ラファイエット級）に搭載される自律型火器管制システムの一部として、また、2021年に就役予定の新型揚陸艦、沱江級コルベット量産型に搭載される中央戦闘管理システムの一部として配備される予定である。

### 陸上版
CS/MPQ-90は、台湾のAN/TWQ-1アベンジャーミサイルバッテリーと統合されている。
作戦行動可能な陸上システムは、2010年に初めて一般公開された。
地対空TC-2ミサイルバッテリーを配備するために2019年に6基のシステムが発注された。